# Paladi(II) bromide
Palađi(II) bromide là một hợp chất vô cơ của palađi và brom có công thức hóa học PdBr2. Nó là một chất có sẵn trên thị trường, mặc dù ít phổ biến hơn so với palađi(II) chloride, điểm vào thông thường của hóa học palađi. Không giống như chloride, palađi(II) bromide không tan trong nước, nhưng hòa tan khi đun nóng trong acetonitril để tạo ra các chất bổ sung acetonitril đơn phân:
PdBr2 + 2MeCN → PdBr2(MeCN)2

## Hợp chất khác
PdBr2 còn tạo một số hợp chất với NH3, như PdBr2·2NH3 là tinh thể vàng, không tan trong nước lạnh. Đun nóng với nước sẽ tạo ra phản ứng. Pd(NH3)4PdBr4 có màu nâu, công thức khi viết gọn sẽ giống như trên. PdBr2·4NH3 là tinh thể gần như không màu, tan trong nước và ổn định ngoài không khí.
PdBr2 còn tạo một số hợp chất với CON4H6, như PdBr2·2CON4H6 là chất rắn màu vàng nhạt.